# 뤄자현

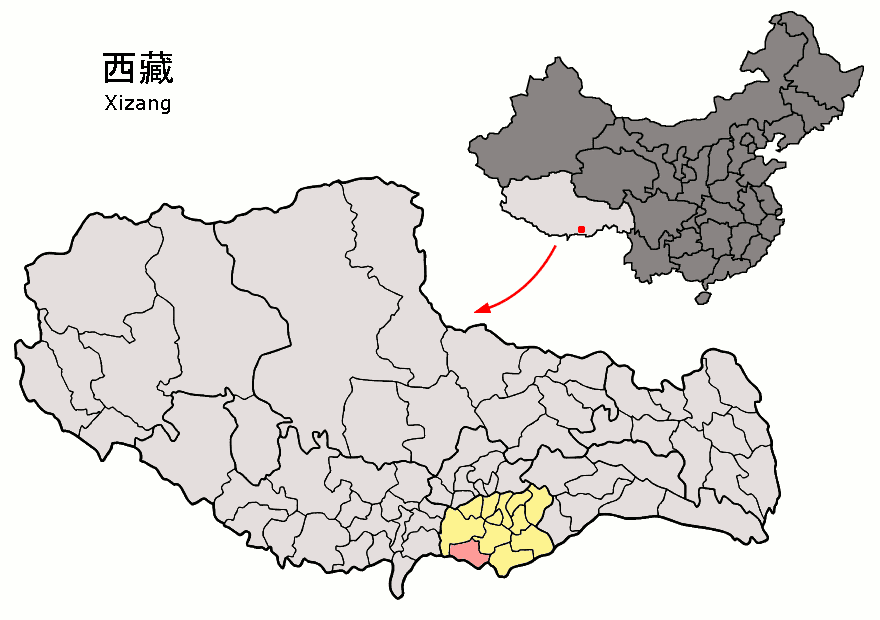
로자그 현의 위치

뤄자현(티베트어: ལྷོ་བྲག་རྫོང་ 로자그 종, 중국어: 洛扎县, 병음: Luòzhā Xiàn)은 티베트 자치구 산난 지구의 현급 행정구역이다. 넓이는 5570km2이고, 인구는 2007년 기준으로 20,000명이다.

## 지리
최고점 해발고도는 7554m, 최저점 해발고도는 2700m이다. 연평균 기온은 10°C, 연평균 강수량은 300~500mm이다. 무상일수는 120일, 연일조시간은 2880시간이다.

## 행정 구역
2개 진, 5개 향을 관할한다.
- 진: 洛扎镇, 拉康镇.
- 향: 生格乡, 边巴乡, 扎日乡, 色乡, 拉郊乡.